# Rainier Trucks

Lkw mit offener Ladefläche

Geschlossener Lkw

Rainier Trucks, vorher Rainier Motor Corporation, war ein US-amerikanischer Hersteller von Nutzfahrzeugen.

## Unternehmensgeschichte
John T. Rainier hatte bereits mit seiner Rainier Motor Car Company Erfahrungen in der Automobilindustrie gesammelt. 1916 gründete er das neue Unternehmen in New York City gegründet. Er begann mit der Produktion von Lastkraftwagen. Der Markenname lautete Rainier. 1917 zog er nach Flushing, einem Stadtteil von Queens. 1924 erfolgte die Umfirmierung. 1927 endete die Produktion.

## Fahrzeuge
Das erste Modell mit 0,5 Tonnen Nutzlast stand mit offenen und geschlossenen Aufbauten zur Verfügung. Es hatte einen selbst hergestellten Vierzylindermotor. 1918 kamen Fahrzeuge mit 0,75 Tonnen und 1,5 Tonnen dazu. Der letztgenannte hatte einen Vierzylindermotor von der Continental Motors Company. Alle Motoren waren vorne im Fahrzeug eingebaut.
1921 kamen größere Fahrzeuge dazu. Sie boten 2, 2,5, 3 und 5 Tonnen Nutzlast.
Von 1925 bis zur Produktionsaufgabe gab es sieben Modelle zwischen 0,75 und 6 Tonnen Nutzlast. Continental-Motoren waren nun Standard.